# Agugliaro
Agugliaro (Agujàro o Lagugiàro in veneto) è un comune italiano di 1 393 abitanti della provincia di Vicenza in Veneto. Si trova nel Basso Vicentino, ai confini con la provincia di Padova. È ubicato fra i Colli Berici ed i Colli Euganei.

## Geografia fisica
Totalmente pianeggiante e ricco di canali, il paese è posizionato fra i Colli Berici e i Colli Euganei.

## Origini del nome
Il nome della località deriva presumibilmente dal latino aquillarium, un chiaro riferimento alle acque di cui è ricca la zona. È infatti stretto il legame fra il paese e l'acqua, considerando il fatto che è attraversato da vari canali e che un tempo vi passava anche il Bacchiglione, prima della rotta del fiume che i Vicentini perpetrarono a danno dei Padovani. In alcune mappe del XVI secolo, il paese viene riportato come Lagugiaro.

## Storia

### Medioevo
Il toponimo non consente di intravedere alcunché circa il castello, che pur dev'essere un tempo qui esistito; qualche indizio forse potrebbe essere rinvenuto nell'area delle antiche residenze dei Fracanzan e dei Pigafetta.
L'unico documento che afferma l'esistenza del castello è un atto di investitura, fatta dal vescovo Altigrado nel 1306 e confermata nel 1316 dal suo successore Sperandio, in favore di Donnino da Parma. Dal documento appare chiaro non solo che esisteva un antico castello con cinta, ma anche che tale castello era posto all'estremità del paese, ai confini con i possedimenti di Nicolò da Lozzo, in un centro primitivo di 23 casette, poi abbandonato forse a causa del fatto che il luogo era soggetto a frequenti inondazioni.
È anche difficile stabilire l'ubicazione esatta del castello; in ogni caso esso doveva sorgere a sud est del centro attuale, ai confini con Lozzo Atestino, dove anche il Pagliarino cita la presenza di un antico insediamento.
Pur ricadendo anch'esso nell'ambito del territorio che ora fa parte del comune di Agugliaro, non dovrebbe aver niente a che vedere con quello precedente il castello di Fojascheda, del quale esistono minime tracce negli atti d'investitura vescovili dei secoli XIII e XIV, dove si legge spesso fossatum castelli. Tale castello, presumibilmente già scomparso nel XII secolo, doveva sorgere a sud ovest di Agugliaro ai confini con Noventa; nelle fonti storiche non se ne trova traccia, e si può solo ipotizzare che si trattasse di un'opera sorta nel X secolo e posta a protezione dell'antica chiesa di San Marco.
Verso la metà del Trecento, durante la dominazione scaligera, il territorio di Agugliaro fu sottoposto, sotto l'aspetto amministrativo, al Vicariato civile di Orgiano e tale rimase sino alla fine del XVIII secolo.

### Simboli
Lo stemma e il gonfalone del comune di Agugliaro sono stati concessi con il decreto del Presidente della Repubblica del 13 gennaio 2003.
Il gonfalone è un drappo di bianco.

## Monumenti e luoghi d'interesse

### Architetture civili
Agugliaro è conosciuto per le sue ville di notevole valore architettonico, in particolare:
- Villa Saraceno in località Finale, opera di Andrea Palladio del 1574, edificata per Biagio Saraceno. È una delle prime e meno sfarzose tra le ville palladiane tuttora esistenti. Attualmente è di proprietà della fondazione britannica "The Landmark Trust".
- Villa Saraceno Bettanin detta "Palazzo delle Trombe", in località Finale.
- Villa Gobbato Franchin, del 1470, in località Finale.
- Villa delle Rose, del 1682, in via Roma.
- Villa Dal Verme, costruita agli inizi del XV secolo come nobile dimora di campagna in stile gotico veneziano, nel periodo in cui la Repubblica di Venezia aveva intrapreso l'opera di bonifica delle zone rurali paludose tra i colli Euganei ed i Monti Berici. Edificata sulla riva del fiume Liona, come un palazzo veneziano ha una bellissima trifora.
- Barchesse Trolio del 1680, di proprietà della famiglia Bressan, appartenute alla famiglia Pigafetta. Fra i grandi della famiglia Antonio Pigafetta, che si può definire il primo comandante ad aver circumnavigato il globo, avendo preso il posto di Magellano nella spedizione in cui il portoghese morì. I Pigafetta furono anche conti di Agugliaro, cui nel 1454 succedettero i Fracanzani, già vicari di Orgiano.[13]
- Villa Fracanzani - Acerbi - Pacchin, fatta edificare da Lelio Fracanzani con annessa chiesetta dedicata a Sant'Antonio da Padova, ora di proprietà della famiglia Pacchin.[14]

Il paese ha conosciuto un discreto sviluppo urbanistico negli ultimi anni. Nel piccolo centro storico annovera alcune abitazioni Liberty (residenze Usinabia, Beggiato, Prando), l'oratorio di San Bartolomeo (che un tempo faceva parte delle pertinenze delle Barchesse Pigafetta). Degne di nota le residenze Franchin in località San Marco e Andriolo a Sopralacqua.

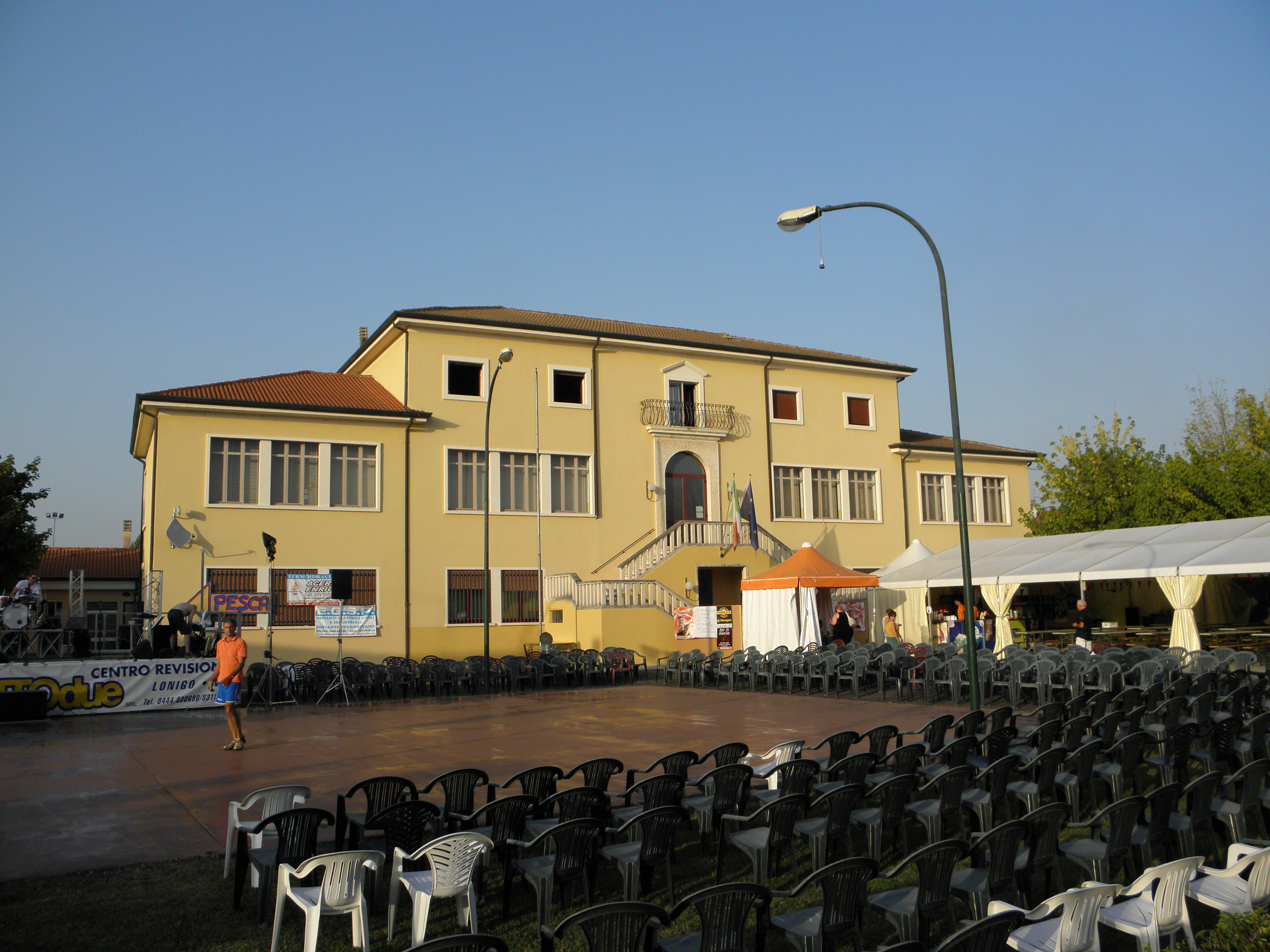
Scuola elementare
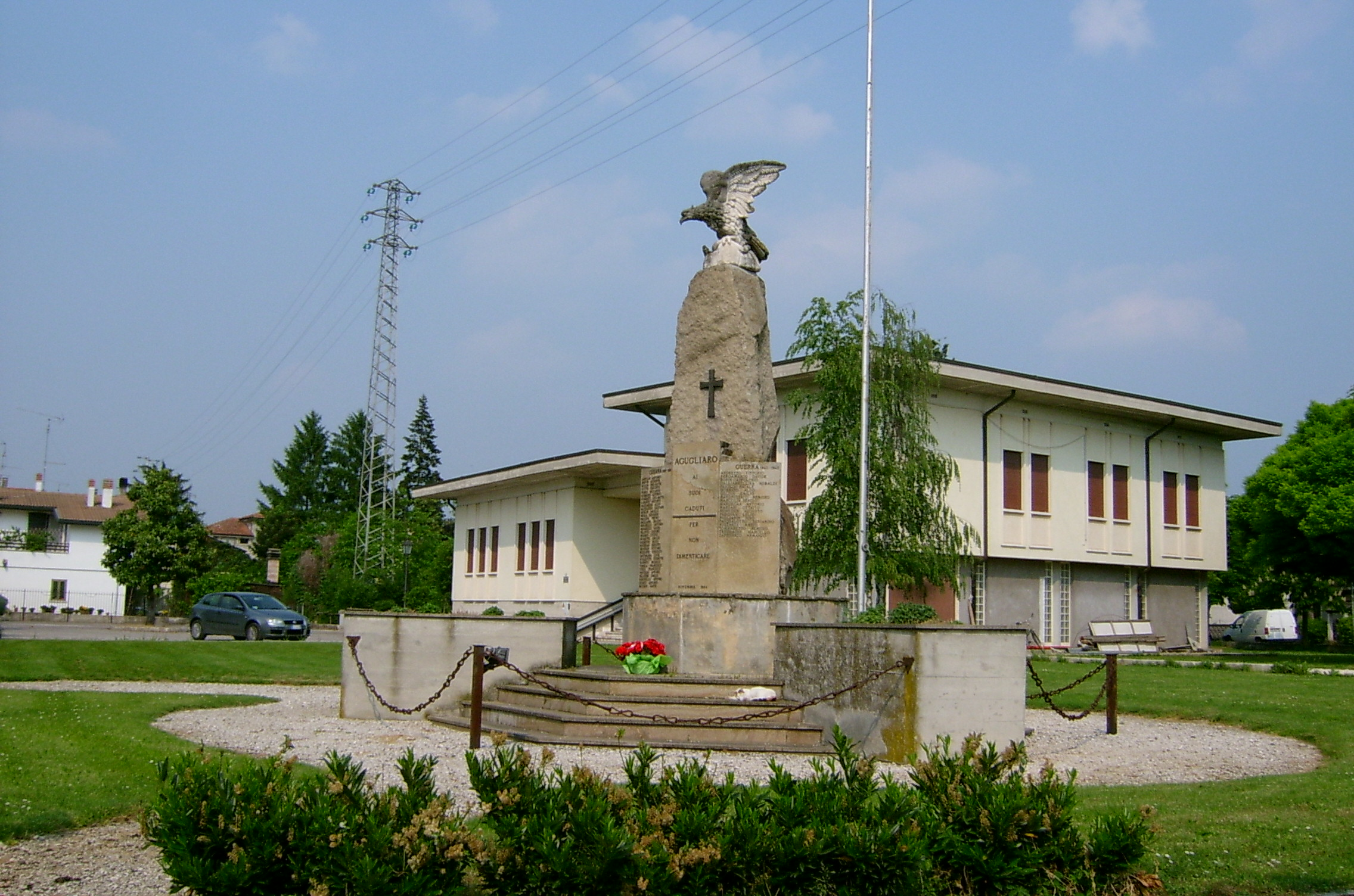
Monumento ai Caduti
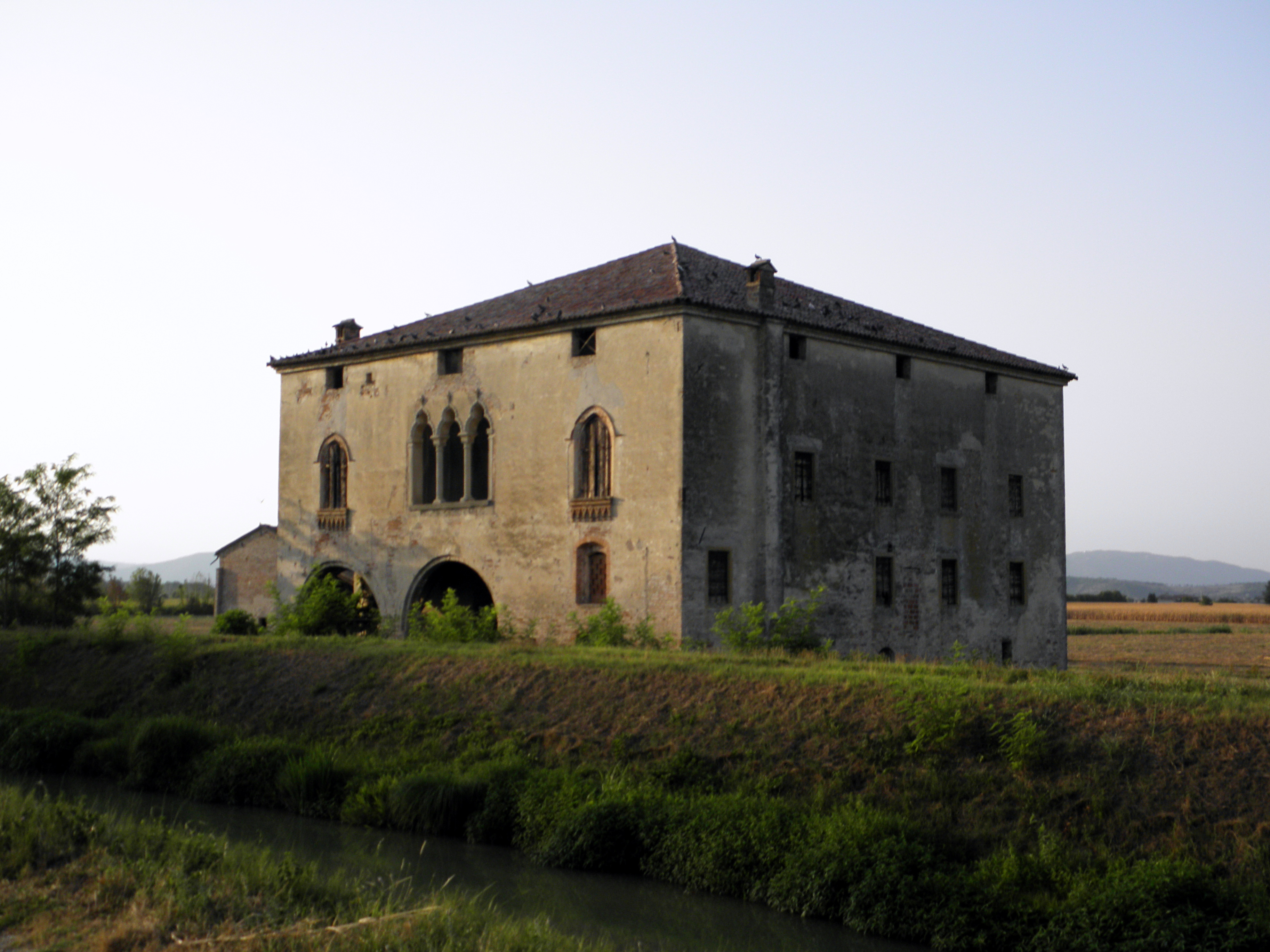
Villa Dal Verme
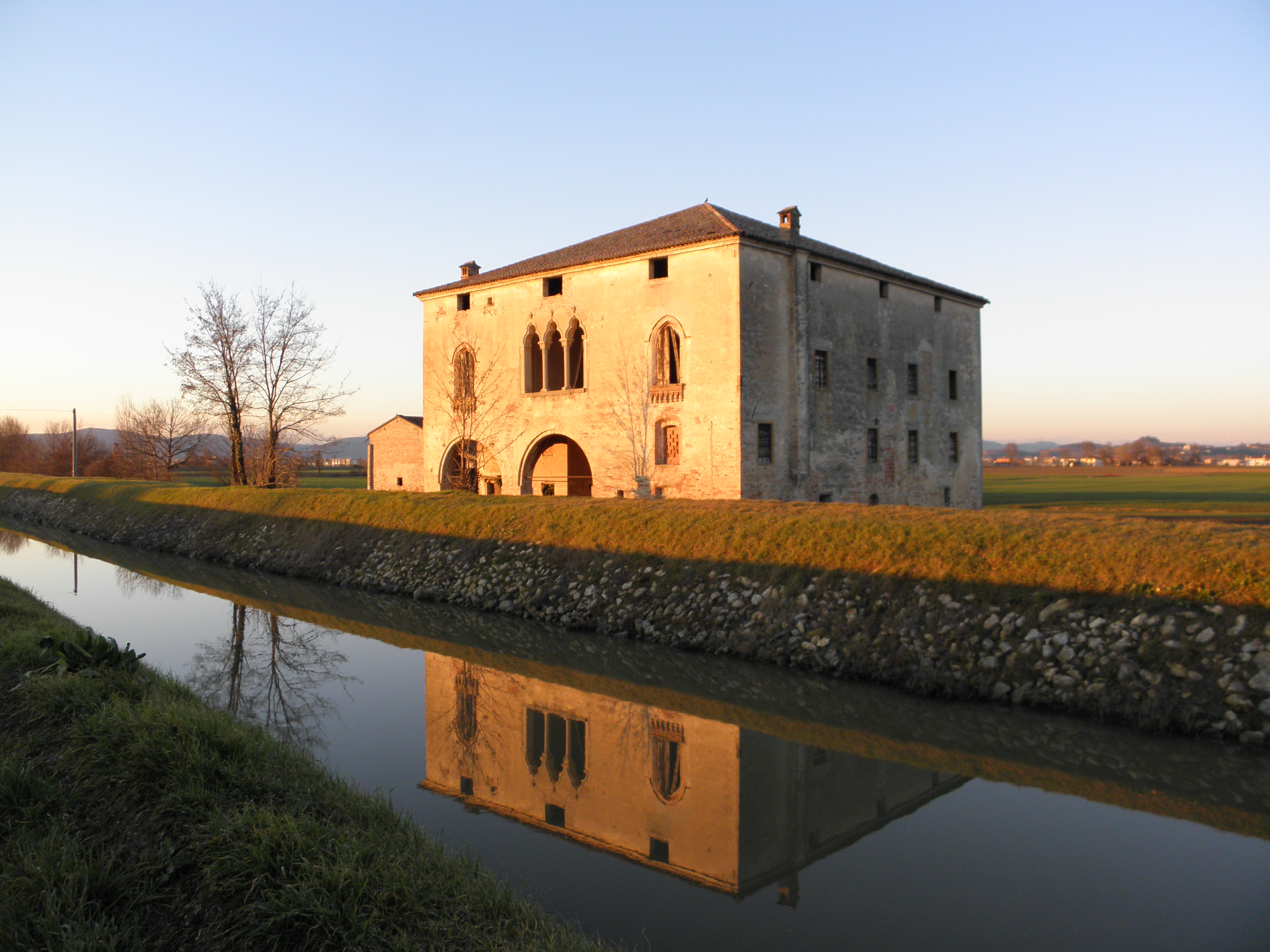
Villa Dal Verme
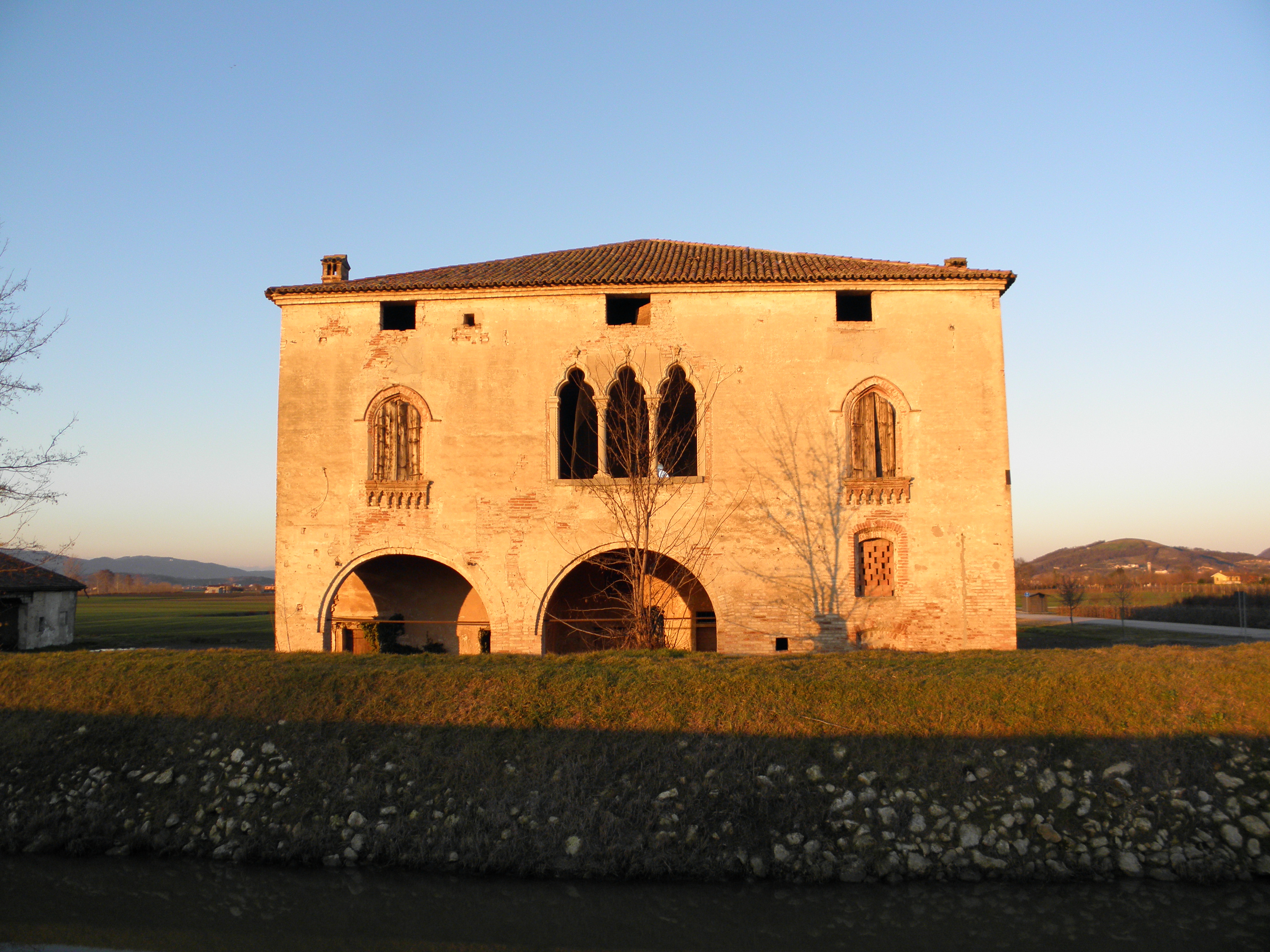
Villa Dal Verme
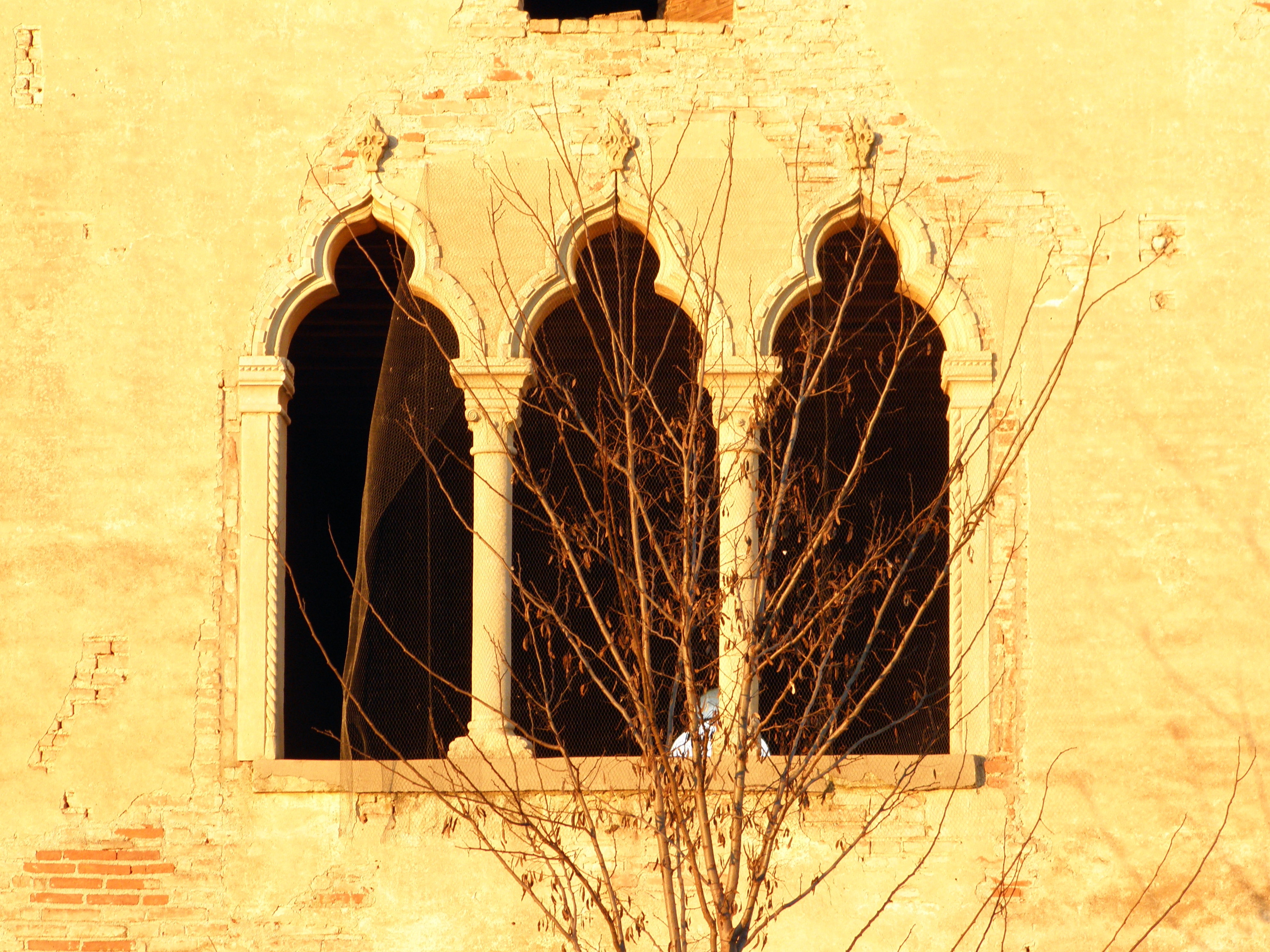
Villa Dal Verme
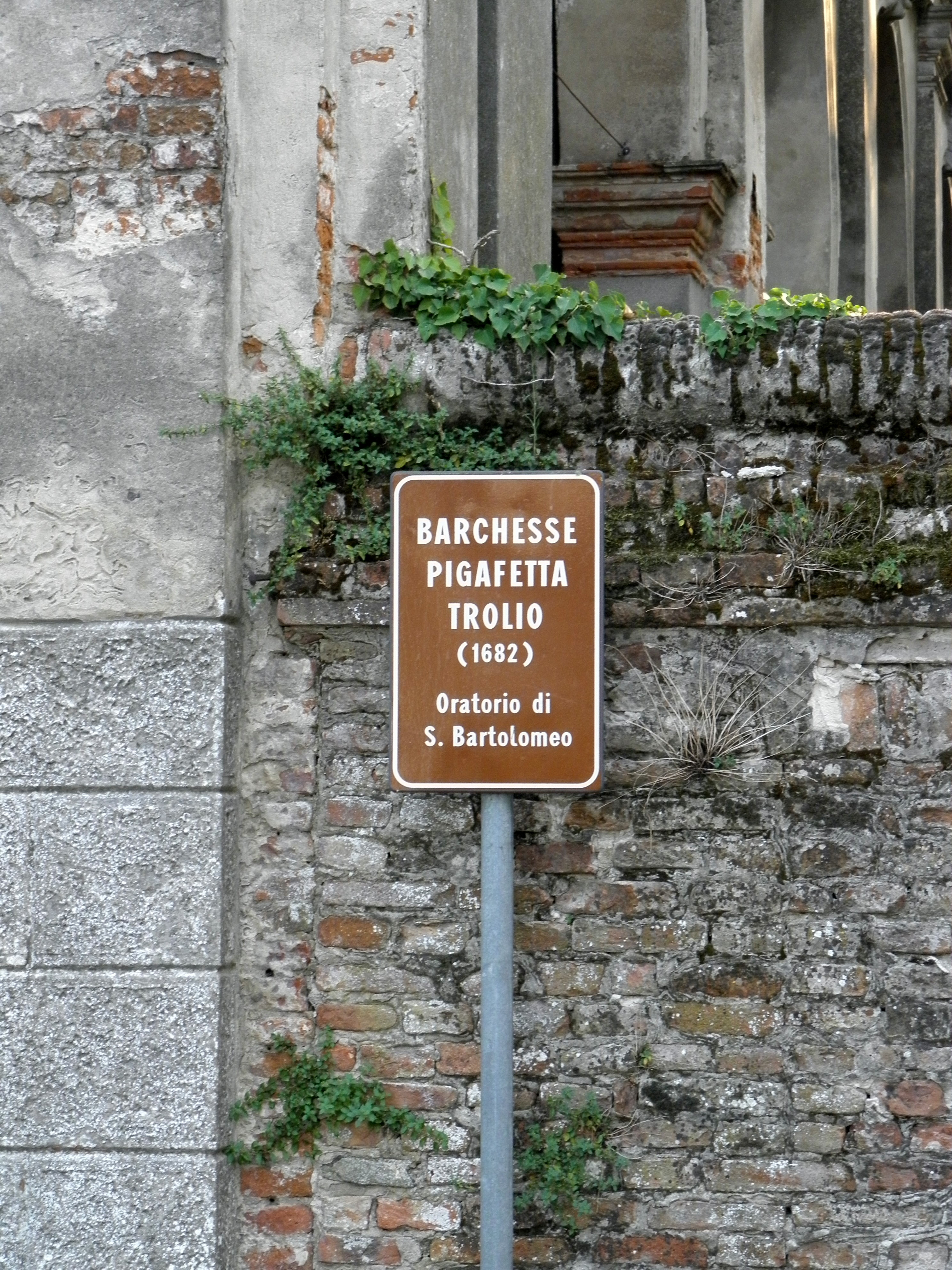
Barchesse di Villa Pigafetta Trolio
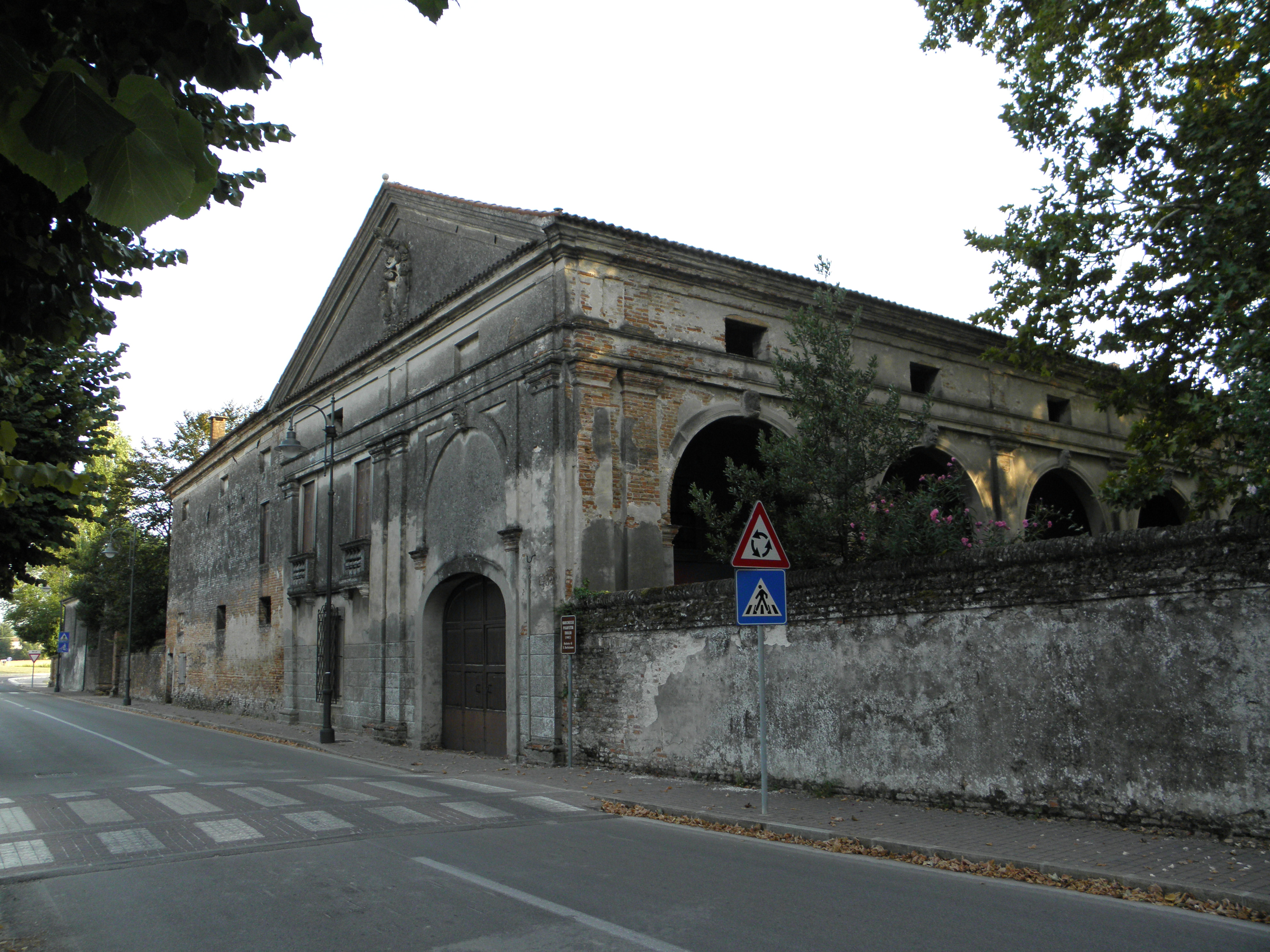
Barchesse di Villa Pigafetta Trolio
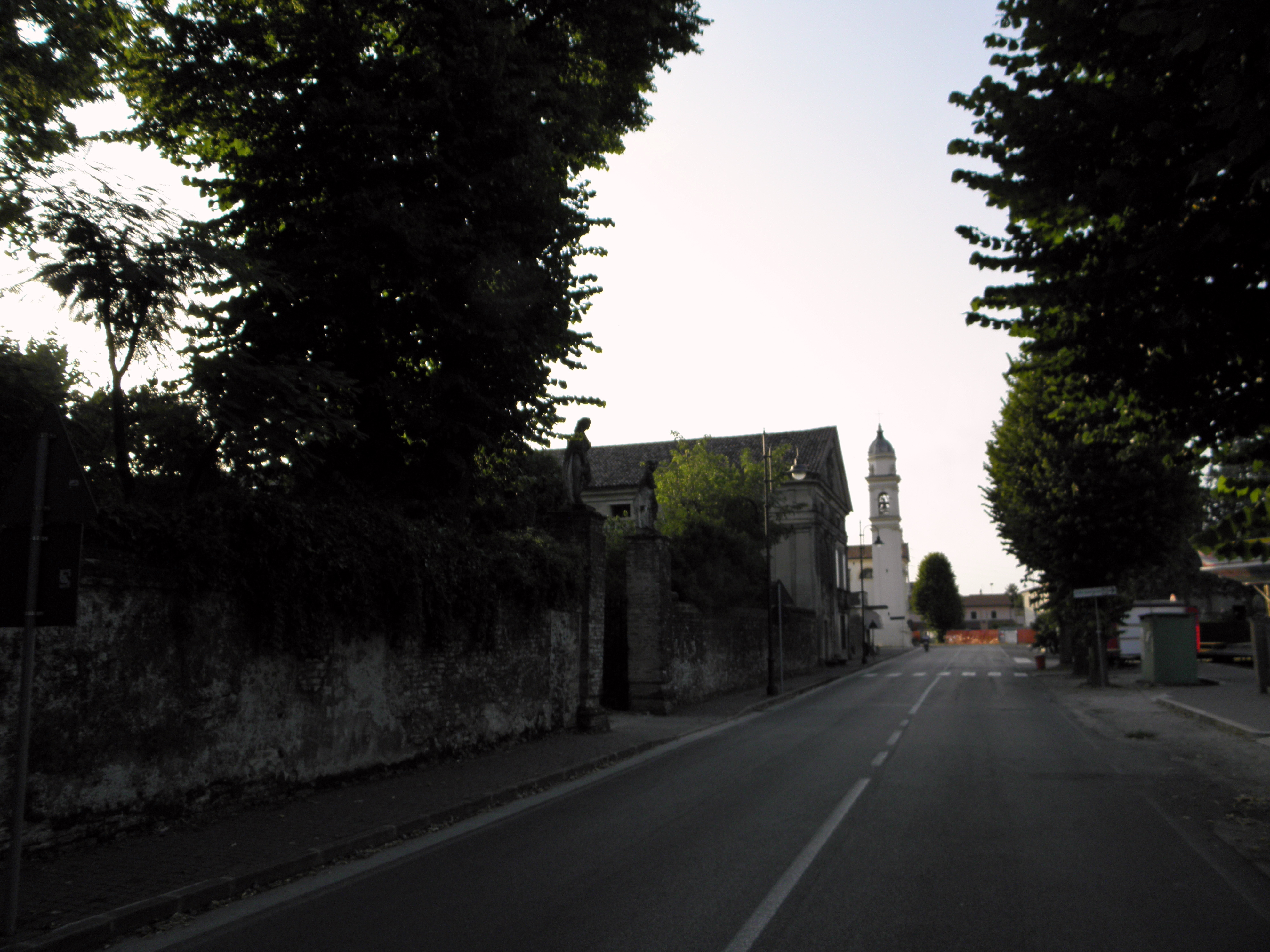
Barchesse di Villa Pigafetta Trolio
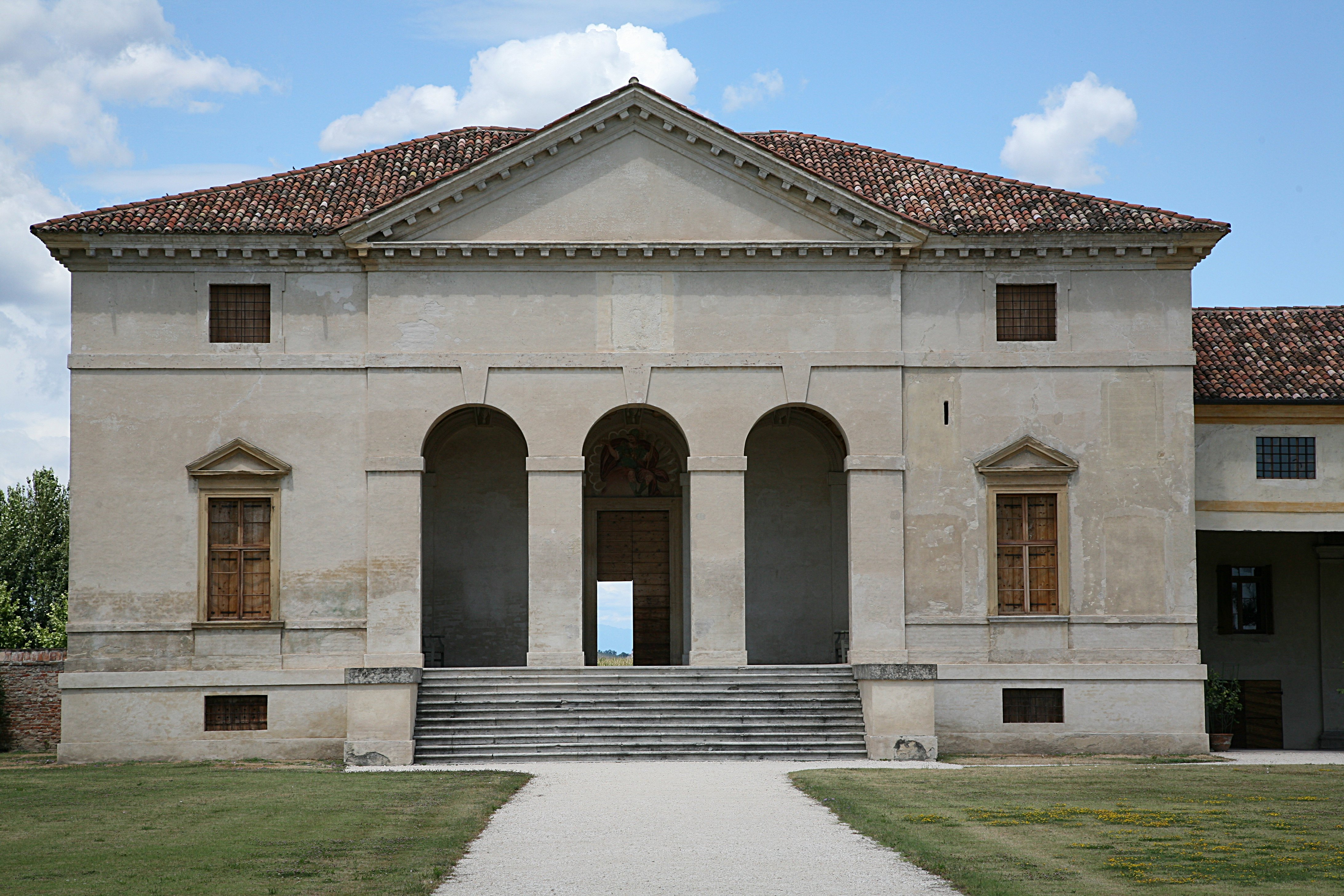
Villa Saraceno, fronte
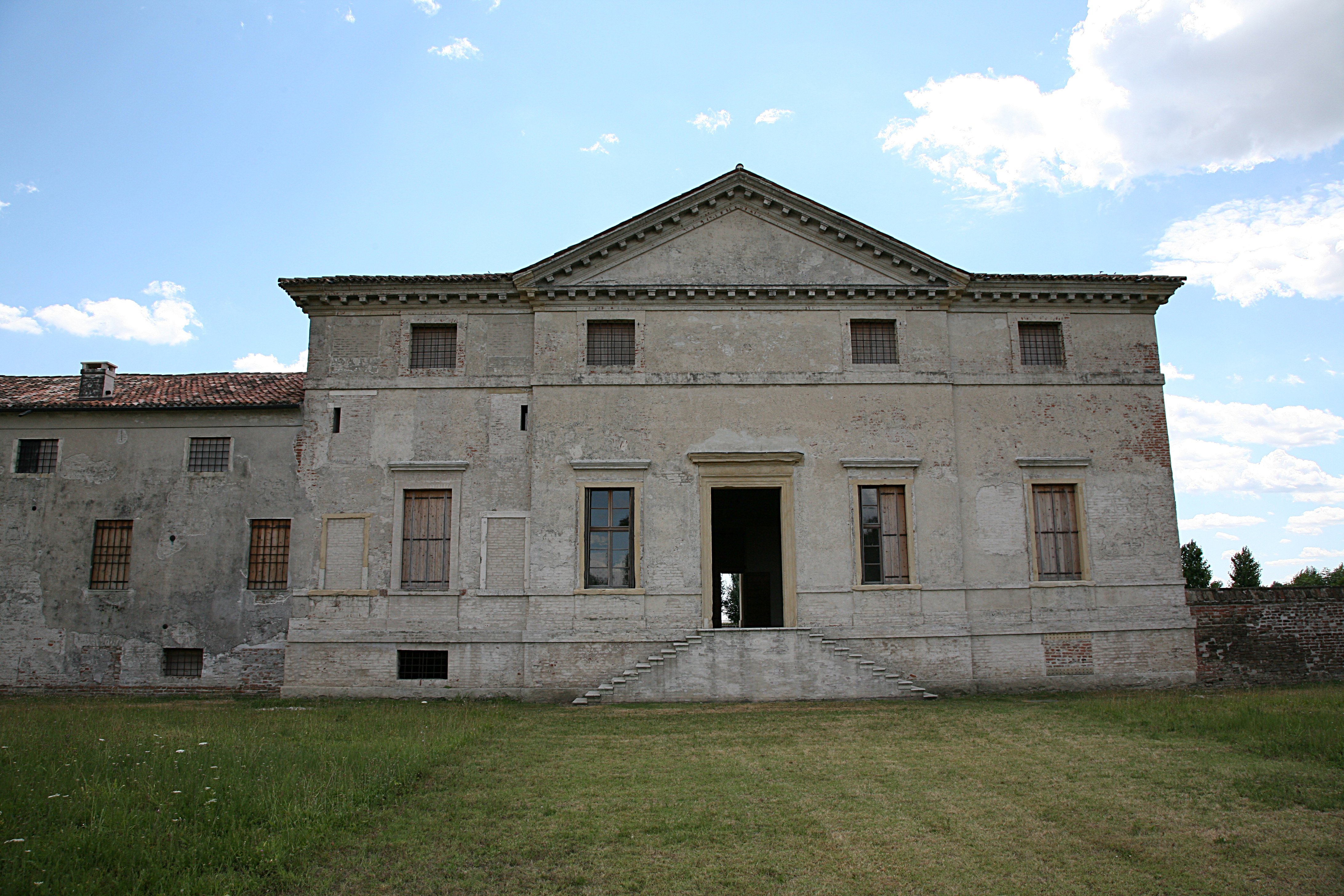
Villa Saraceno, retro
Villa Saraceno Bettanin

### Architetture religiose
- Oratorio di San Bernardino, forse risalente al 1000, che si trova fra le Ville Saraceno e delle Trombe
- Oratorio di San Marco, antichissimo, dove il 25 aprile di ogni anno si svolge la festa del santo patrono

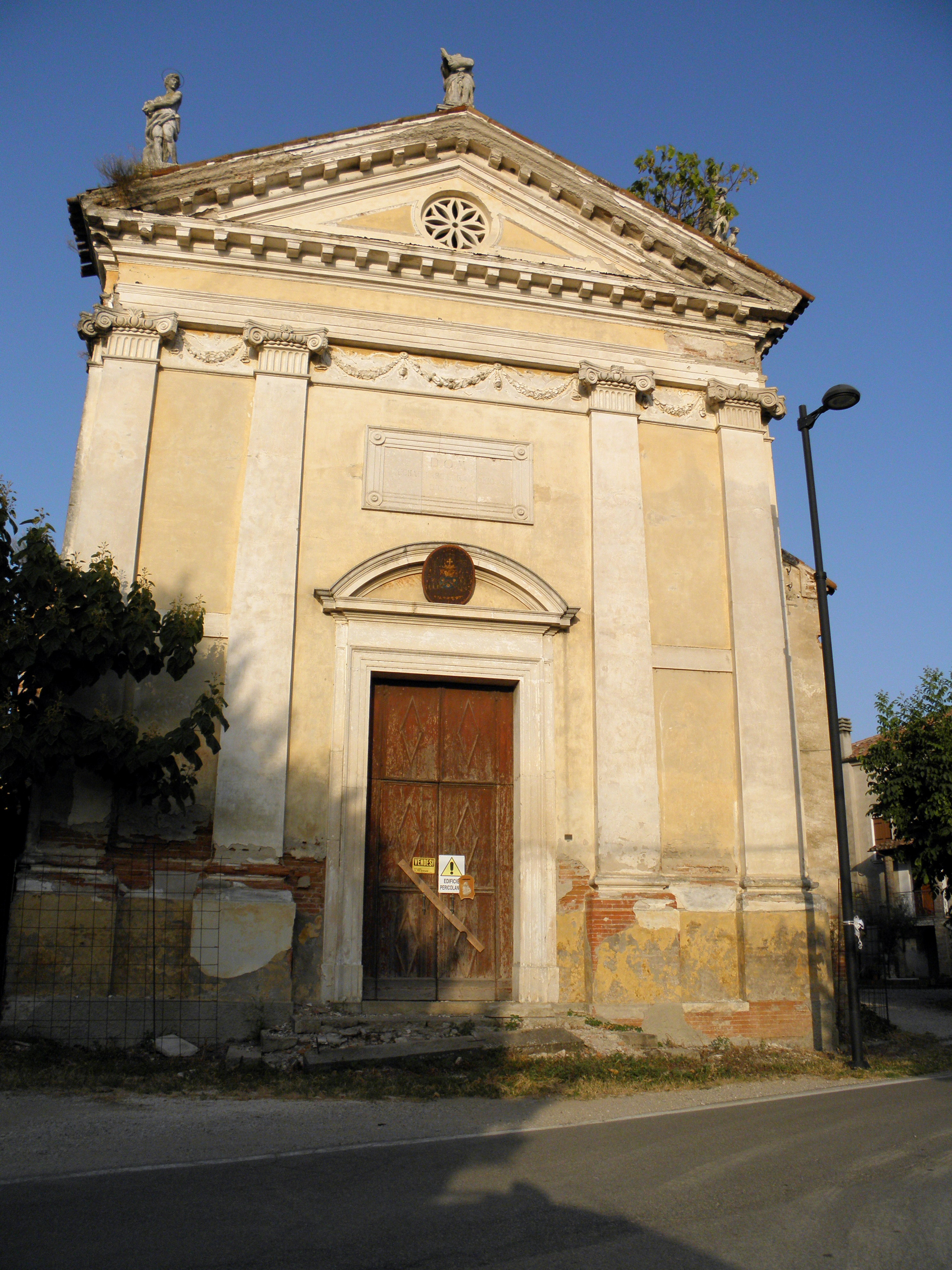
Chiesa di San Michele Arcangelo
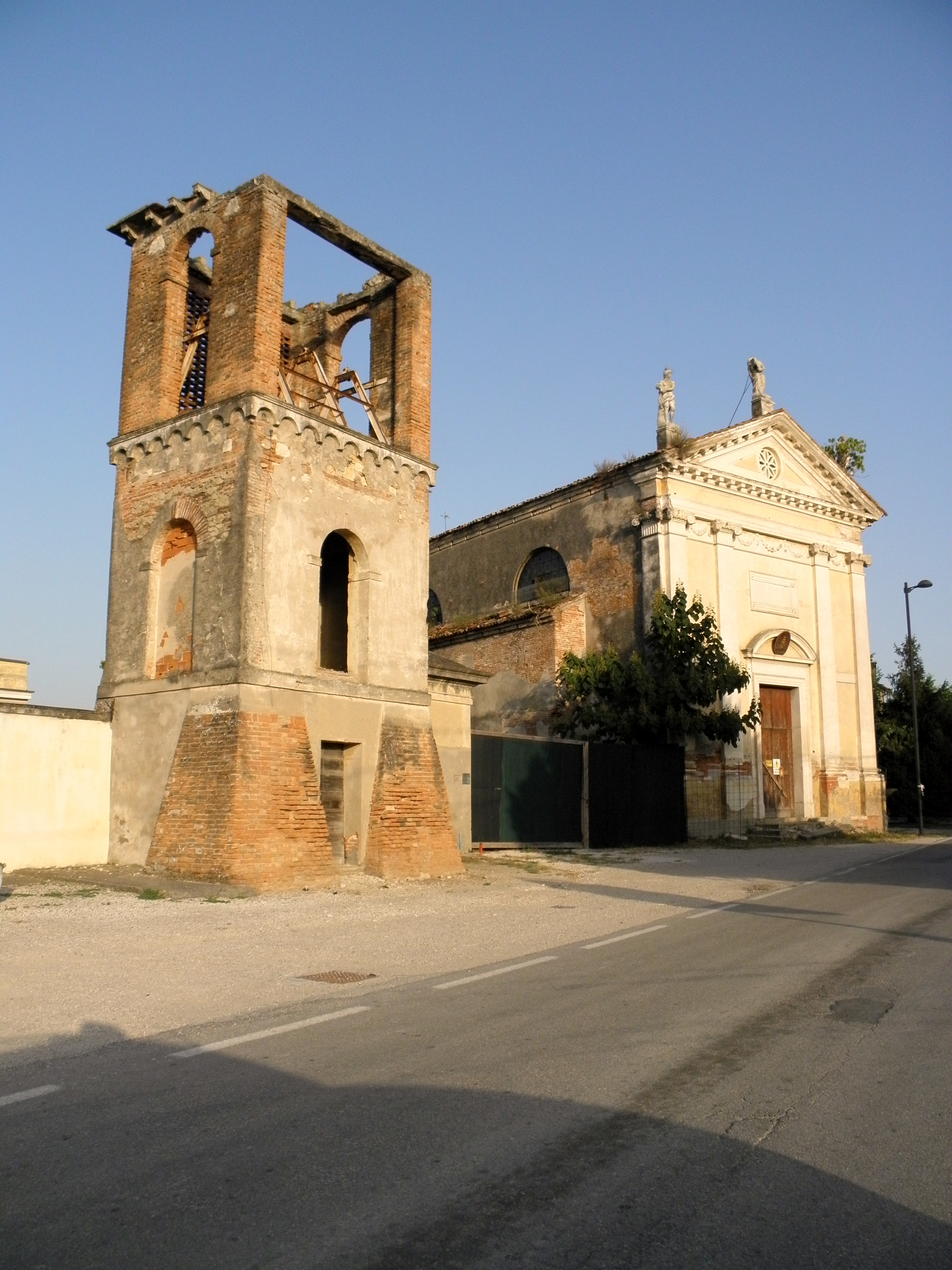
Chiesa di San Michele Arcangelo

## Società

### Evoluzione demografica
Abitanti censiti

## Geografia antropica
Frazioni del comune di Agugliaro sono Finale e Sopralacqua.
Altre località o contrade sono Calliana, Capitello e Ponticelli.

## Infrastrutture e trasporti
Il territorio comunale è attraversato dall'autostrada Valdastico che collega le province di Vicenza e Rovigo, e ospita il casello autostradale di Agugliaro.
Il paese è inoltre attraversato dalla ex strada statale Riviera dei colli Berici; sulla rete stradale il trasporto pubblico è garantito da autocorse svolte dalla Società Vicentina Trasporti (SVT).
Fra il 1887 e il 1979 la località fu servita dalla stazione Ponticelli di Agugliaro della tranvia Vicenza-Noventa-Montagnana, gestita dalle Ferrovie e Tramvie Vicentine (FTV).

## Amministrazione
| Periodo        | Periodo        | Primo cittadino     | Partito                          | Carica  | Note |
| -------------- | -------------- | ------------------- | -------------------------------- | ------- | ---- |
| 9 giugno 2009  | 26 maggio 2019 | Roberto Andriolo    | Lista civica Uniti per Agugliaro | Sindaco |      |
| 27 maggio 2019 | in carica      | Massimo Borghettini | Lista civica Rinnova Agugliaro   | Sindaco |      |

### Gemellaggi
Nel 2012 il comune di Agugliaro ha aderito alla lista dei comuni gemellati con la fondazione "Città della Speranza".

### Altre informazioni amministrative
Il territorio comunale risulta dall'unione amministrativa fra l'antico comune di Fojascheda, che si trovava nell'attuale località San Marco, ed il comune di Agugliaro.